# 有効視野
有効視野（ゆうこうしや）とは、「ヒトが眼を使い、生理的視野中心付近に固視点（注視点）を設けている際に外界から有効に情報を得られる範囲」のことである。有効視野は周辺視野と呼ばれることもある。有効視野はヒトが網膜で光を感じる範囲である生理的視野とは異なり、一定の固定された範囲ではない。固視点で見ている中心負荷や、ターゲットの複雑さや周囲の景色によって、有効視野はダイナミックに変動している。なお注意点として、注視点を設けているため、眼球を動かして周辺を探索して認知する範囲は有効視野には含まれない。
視野の周辺での視知覚は周辺視と呼ばれる。周辺視野とは周辺視の広がり、すなわち周辺で認知できる範囲を指す概念であり、一般には視野と呼ばれている。視野計測は眼科検診で行われる。これは固視点を設けておき、同時に周囲のどこまで光を感じるかの範囲を調べるというものである。これは生理的視野と呼ばれるもので、病気の診断には有効だが、実生活における視野とは異なると考えられている。実生活における視野は、もっとダイナミックに変動している。たとえば自動車運転中の視野狭窄現象が科学的に明らかになっている。この現象は、運転者が、前方に注意の多くを配るために、周辺への注意配分ができなくなるために起こると考えられている。このような視野は心理的視野または有効視野などと呼ばれている。実生活においては、有効視野を測定し、知ることの方が意義深い。しかし、眼科で使用されている視野計は生理的視野の測定装置であり、有効視野は測定できない。装置を改良すれば可能だが、コストがかかり、一般への普及は困難である。

## これまでの経緯
Mandelbaumらはランドルト環を用い、網膜部位による静止視力の差を測定した。この結果、網膜中心では高い視力も、少し周辺に外れただけで急激に低くなることが判明した。すなわち網膜周囲では細かいものをみる役目をまったく果たしていない。この網膜部位による視力の差は周囲が明るいほど顕著に見られる。この実験結果から、静止視力0.3以上の範囲を有効視力範囲と呼ぶとすると、「外界が1mLの明るさのとき有効視力範囲は視角で直径10度程度になる」ことが確かめられた。他にも、Jonesらも網膜中心のごく狭い範囲での視力の変化を詳細に測定している。
以上はいずれもランドルト環による視力を基準にした範囲を考えている。しかし、まったく異なる方法で類似の範囲を求める研究も行われている。たとえばChaikinらによる実験がある。これは被験者に9×9のマトリックス上に並んだダミー（●）を見せ、その中に混ぜてあるただ1つのターゲット（▲）を検出させるものである。この測定を繰り返し、たとえば正解率が50%を超える位置の範囲を求め、それを有効視野とした。有効視力範囲が「あらかじめ呈示位置のわかっているターゲットの詳細を検知する能力の範囲」であるのに対し、ここで定義された有効視野は「ターゲットの呈示位置は不明で、なおかつターゲットを他のものと識別する能力の範囲」であることに注意が必要である。そして、有効視力範囲よりも有効視野の方がより実生活に関連した能力と言える。Chaikinらの実験から得られた知見は、以下の3点である。
```
 (1) 有効視野は有限である。
 (2) 有効視野は円形ではなく多少左右に広い形をしている。
 (3) 有効視野は呈示時間が長くなるにつれて広がる傾向にある。
```

この中で注意が必要なのは(3)である。これは、呈示時間が長くなると眼球運動により周囲を探索できるために視野が広がるという意味ではない。あくまでも固視点は中心にあり、眼球運動による探索はできない。
有効視野の実験例としては、他にもEngelらによるものがある。彼の採用したパターンは、背景にダミーとして線分がランダムに散りばめられている。この中に1つだけターゲットを混ぜておき、これを被験者に検出させる。パターンの呈示時間は75msecであり、ただの線分から四角形まで4種類を用いている。そしてターゲットをさまざまな位置にランダムに呈示し、正しく検出できた位置を調べ、その境界を線で結ぶことで、有効視野を求めた。Engelはこれを「はっきり見える範囲（conspicuity area）」と呼んでいる。このEngelの実験からも、先のChaikinの結果である(1)～(3)が再確認されている。そしてEngelはさらに新しい知見として、
```
(4) 有効視野はターゲットの形の影響を大きく受ける。
```

を得ている。これは、ダミーとターゲットの形が類似しているほど有効視野が狭まるという結果である。さらにEngelはこれに続いて面白い実験をしている。それは、ターゲットの出現位置をあらかじめ被験者に教えておくというものである。この実験結果として、有効視野が広くなることが確かめられている。これは「眼球を動かさなくても視野内で注意を払う位置を選定できる」ということを意味している。つまり網膜上に形成されている外界の情報は、さらに上層部で取捨選択が行われていることを示唆している。この結果、有効視野は単に網膜の特性だけでは決まらないことが明らかになった。
さらに1973年に、武内・池田がこのEngelの実験を一部変更し、有効視野の研究を進めている。ここには、新たに「負荷」という概念が加わっている。すなわち、視野中心に特に注意を配らなくてはならない負荷を加えることで、有効視野が狭くなるという考えである。今まで述べてきた実験は単に中心を固視させているだけあり、負荷は0の状態である。しかし実生活においては、何らかの対象を注視していることがほとんどであるため、負荷を与えた状態での有効視野を測定する方が意義深い。この実験では、歪んだ三角形の中にある星形を検出させるというものであるが、同時に中心に負荷を与えている。被験者はまず負荷が何であったかを答え、さらに星形の位置を答える。もし負荷が正確に答えられない場合にはデータとして記録しない。そして負荷をさまざまなものに変えながら実験を繰り返した。この結果から、新たに以下の知見を得ている。
```
(5) 有効視野は中心負荷によって変化する。
(6) 有効視野は左の方向に広い傾向にある。
(7) 有効視野は個人差が大きい。
(8) 有効視野は被験者の学習効果によって広がる。
```

まず、(5)は「負荷が識別困難であるほど有効視野は狭まる」という予想通りの結果である。(6)の理由は明らかになっていない。そして(7)は重要である。この実験の被験者の年齢や知性レベルはほぼ同じであったが、それでも著しい差が出ている。そして(8)は同じ測定を繰り返すことで有効視野が広がることを意味している。
有効視野は愛知工業大学石垣尚男研究室において、パソコンを用いて一般に測定するソフトウェアが開発された。これは民間企業によって改良され、アシックスからスピージョンという名前で市販された。なお、スピージョンは有効視野だけでなく、DVA動体視力、眼球運動、瞬間視も測定できるソフトウェアであった。